# Jean Chouan
Jean Cottereau, mais conhecido por seu nome de guerra Jean Chouan (pronúncia em francês: [ʒɑ̃ ʃwɑ̃]; Saint-Berthevin, 30 de outubro de 1757 – Olivet, 18 de julho de 1794), foi um monarquista francês e contrarrevolucionário durante a Chouannerie.
Dos quatro irmãos Cottereau — Jean, Pierre, François e René — Jean, o segundo filho, era aquele chamado chouan ("o silencioso") pelo pai. Outros dizem que a sua alcunha tem origem numa imitação da coruja-do-mato (a chouette hulotte) que ele costumava usar como sinal de reconhecimento. De forma menos lisonjeira, os jovens camaradas de Jean o apelidaram de "o menino mentiroso" (le Gars mentoux ou le garçon menteur).
O filme de Luitz-Morat de 1926, Jean Chouan, foi protagonizado por Maurice Lagrenée como Chouan.

## Ligações Externas
- Jean Chouan no IMDb